# 國家衛生研究院 (中華民國)
國家衛生研究院，簡稱國衛院、國家衛生院，是中華民國的醫藥及衛生研究機構，屬於公設財團法人，總部位於苗栗縣竹南鎮的竹科竹南園區。最早的成立構想是在1988年，1996年依《財團法人國家衛生研究院設置條例》正式成立。創立基金來自政府捐助，每年運作的主要經費亦來自衛生福利部。
該院主要研究的對象是醫學、藥物、衛生或其他生命科學領域，以及相關的技術，例如疫苗研發。除了研究以外，也提供一些研究資源，例如細胞庫、全民健保資料庫和每年整合型醫藥衛生研究計畫經費之補助，或是進行醫學專科人才的訓練。研究院附設了一座cGMP生物製劑廠，負責疫苗研究及疫苗研究成果與產業界大量生產的銜接。

## 歷史
國家衛生研究院最早的成立構想是在1988年的中央研究院院士會議中被提出，1991年12月開始規劃，期間推展「行政院衛生署整合性醫藥衛生科技研究計畫」業務。1994年7月，於台北市仁愛路設立「國家衛生研究院籌備處」。正式成立是在1996年正式成立「國家衛生研究院」，當時是在中央研究院中舉行成立揭牌。
國衛院剛開始的研究單位大多是散佈在各個相關的研究機構或租借辦公大樓中。2004年，位在苗栗縣竹南鎮的新竹科學工業園區竹南園區內的新院區完工之後，所屬的研究與業務單位才陸續搬到竹南院區。2007年9月，在國立成功大學校區成立南部癌症研究中心。
2012年，國家衛生研究院員工籌組工會，並於7月6日舉行揭牌儀式，創會會員數322人。

## 歷任首長
| 任次                       | 姓名                       | 就職時間                   | 卸任時間                   |
| 董事長（主管機關首長兼任） | 董事長（主管機關首長兼任） | 董事長（主管機關首長兼任） | 董事長（主管機關首長兼任） |
| -------------------------- | -------------------------- | -------------------------- | -------------------------- |
| 1                          | 張博雅                     | 1996年1月                  | 1997年8月31日              |
| 2                          | 詹啟賢                     | 1997年9月1日               | 2000年5月20日              |
| 3                          | 李明亮                     | 2000年5月20日              | 2002年8月31日              |
| 4                          | 涂醒哲                     | 2002年9月1日               | 2003年5月16日              |
| 5                          | 陳建仁                     | 2003年5月17日              | 2005年1月31日              |
| 6                          | 侯勝茂                     | 2005年2月17日              | 2008年5月19日              |
| 7                          | 林芳郁                     | 2008年5月20日              | 2008年9月25日              |
| 8                          | 葉金川                     | 2008年9月26日              | 2009年8月6日               |
| 9                          | 楊志良                     | 2009年8月7日               | 2011年8月8日               |
| 10                         | 邱文達                     | 2011年8月9日               | 2014年10月3日              |
| 11                         | 林奏延                     | 2014年10月4日              | 2014年10月22日             |
| 12                         | 蔣丙煌                     | 2014年10月22日             | 2016年5月20日              |
| 13                         | 林奏延                     | 2016年5月20日              | 2017年2月7日               |
| 14                         | 陳時中                     | 2017年2月8日               | 2022年7月17日              |
| 15                         | 薛瑞元                     | 2022年7月18日              | 2024年5月19日              |
| 15                         | 邱泰源                     | 2024年5月20日              | 現任                       |
| 院長                       |                            |                            |                            |
| 1                          | 吳成文院士                 | 1996年                     | 2005年                     |
| 代理                       | 梁賡義院士                 | 2006年1月1日               | 2006年6月30日              |
| 2                          | 伍焜玉院士                 | 2006年7月1日               | 2012年8月31日              |
| 代理                       | 王陸海院士                 | 2012年8月31日              | 2012年12月21日             |
| 3                          | 龔行健院士                 | 2012年12月21日             | 2015年12月31日             |
| 代理                       | 余幸司院士                 | 2016年1月1日               | 2017年12月6日              |
| 4                          | 梁賡義院士                 | 2017年12月6日              | 2022年12月5日              |
| 5                          | 司徒惠康院士               | 2022年12月6日              | 現任                       |

## 組織
- 董事會
  - 院長
    - 諮詢委員會
    - 副院長
      - 主任秘書
      - 論壇
      - 稽核室
      - 環境暨職業安全衛生室
      - 秘書室

### 研究部門
- 癌症研究所
- 細胞及系統醫學研究所
- 群體健康科學研究所
- 生技與藥物研究所
- 分子與基因醫學研究所
- 生醫工程與奈米醫學研究所
- 感染症與疫苗研究所
- 國家環境醫學研究所
- 免疫醫學研究中心
- 神經及精神醫學研究中心
- 國家蚊媒傳染病防治研究中心
- 國家高齡醫學暨健康福祉研究中心
- 原住民族健康研究中心

### 研究支援部門
- 學術發展處
- 企劃室
- 培訓室
- 審查室
- 推展室
- 技轉及育成中心
- 實驗動物中心

### 行政管理部門
- 總辦事處
- 人事室
- 會計室
- 總務室
- 資訊中心
- 圖書館
- 營繕設管中心
- 採購中心

### 專案單位
- 生醫資源中心
- 核心儀器設施中心
- 學務辦公室
- 編輯中心
- 英文編輯室

## 外部連結
- 國家衛生研究院 （页面存档备份，存于）（繁體中文）（英文）
- 財團法人國家衛生研究院的Facebook專頁